# Zeidlerové
Zeidlerové / Hofmannové (uvádění také jako Czeidler von Czeidlern, Scheidlern von Scheidlern apod.) byli šlechtický rod měšťanského původu původem z Frank, usazení v Sasku a Čechách. Od roku 1603 se nazývali Zeidlerové z Berbisdorfu na Bodenu a Dittmannsdorfu zvaní Hofmannové (Zeidler von Berbisdorf auf Boden und Dittmannsdorf gennant Hofmann).
Jan Zeidler z eBerbisdorfu na Bodenu a Dittmannsdorfu zvaný Hofmann (1578–1635) půjčil roku 1623 císaři Ferdinandovi II. 32 650 rýnských zlatých, za což obdržel na 18 let do užívání zámek a zámek Mimoň s hradem Ralsko a sousední panství Děvín s hradem Děvín v severních Čechách. Tento majetek pocházel z konfiskátu po Janu Müllnerovi z Mühlhausenu, českého kancléřského sekretáře, který se na počátku třicetileté války v listopadu 1620 postavil ze stranu protestantských pánů.

## Změna příjmení v Sasku a Čechách
Neobvyklá délka jména rodu Zeidlerů (Zeidlerové z Berbisdorfu na Bodenu a Dittmannsdorfa zvaní Hofmannové / Zeidler von Berbisdorf auf Boden und Dittmannsdorf genannt Hofmann) způsobovala rozdílný pravopis. Rod byl v různých dokumentech a církevních záznamech uváděn jako: von Zeidler, u Zeidleru, von Zeidlern, von Zeydlern, von Zeidlern genannt Hofmann, Czeidler von Czeidlern, Scheidlern von Scheidlern, Zeidler von Berbdorf či Berbisdorf. To vedlo k záměnám se starým šlechtickým rodem Berbisdorfů z Míšně, který své jméno na začátku 14. století odvozovala od panství Berbisdorf u Radeburgu v Sasku, a který byl před třicetiletou válkou jedním z nejúspěšnějších podnikatelů v oboru hornictví ve středním Krušnohoří.

## Sídla na zámcích Berbisdorf a Mimoň

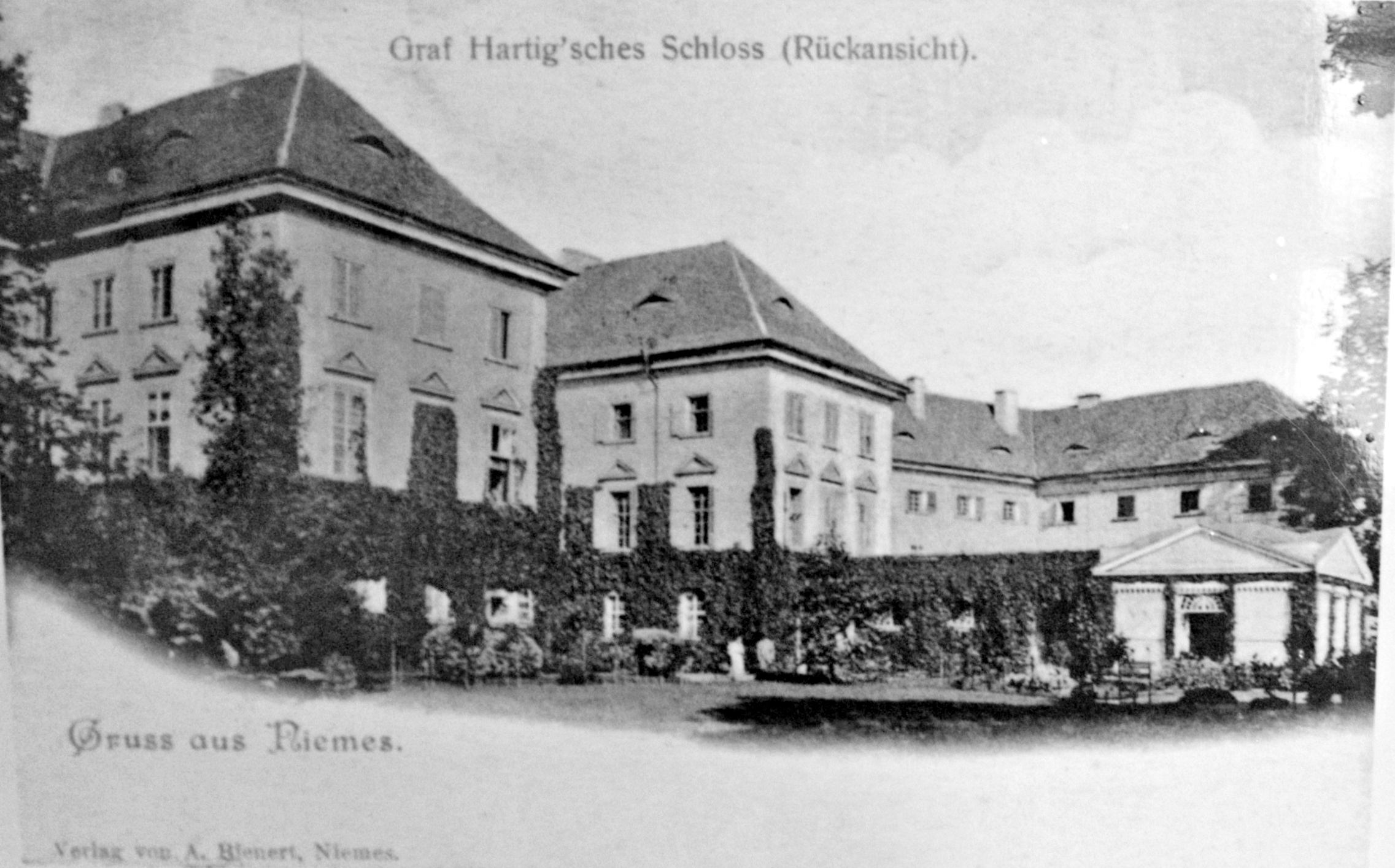
Mimoňský zámek kolem roku 1920

V letech 1600 až 1609 byla panství Berbisdorf, statek Boden a vesnice Dittmannsdorf společným vlastnictvím čtyř bratrů Petra, Jáchyma, Jana a Henniga Zeidlerových z Berbisdorfu na Bodenu a Dittmannsdorfu zvaných Hofmannové. V roce 1609 převedli tři mladší bratři své podíly na svého nejstaršího bratra Petra, který zemřel před květnem 1622. Nástupcem Berbisdorfu byl jeho bratr Jan, se kterým pokračovala zajištěná rodinná linie.
Jan (Hans) Zeidler z Berbisdorfu na Bodenu a Dittmannsdorfu zvaný Hofmann, narozený v roce 1578 v Lipsku, zemřel v Drážďanech v roce 1635, doktor iuris utriusque univerzity v Lipsku, saského radce a rezidenta u císařského rakouského soudu ve Vídni a královského českého soudu v Praze byl ženatý třikrát. Potomci přišli z každé z těchto manželství.
- Poprvé se oženil 26. října 1414 v Altranstädtu s Alžbětou Gerstenbergerovou, dcerou knížecího saského kancléře Dr. Marcuse Gerstenbergera (1553–1613). Jejich syn Ferdinand Kryštof Zeidler ze Zeidlernu (Scheidler von Scheid) (1621–1686), byl zemským pokladníkem, královským hejtmanem pražské Malé Strany a majitelem panství Liběchov, Horní Beřkovice, Jeviněves, Veltrusy, Sukohrady ve farnosti Robiči severně od Prahy a Kostelec východně od Prahy.

- Jan Zeidler z Berbisdorfu na Bodenu a Dittmannsdorfu byl podruhé ženatý s Gertraudou Nikolaiovou (1579 v Lipsku – 1623), dcerou Matyáše Nicolaiho, syndika města Lipska. Bylo to její druhé manželství. Jako věno do manželství s Janem Zeidlerem z Berbisdorfu přinesla dům v Drážďanech na Moritzstrasse a 4500 zlatých v hotovosti. Jejich syn Ferdinand Kryštof Zeidler z Zeidlernu (von Scheidler, Zeidler u Zeidleru), byl profesorem pražské Karlo-Ferdinandovy univerzity v Klementinu a v letech 1680–1681 také jeho rektorem. Není jasné, zda byl ženatý. Měl syna nebo synovce Františka ze Scheidlernu (Scheidler von Scheidlern), který se roku 1710 v Praze oženil s Barborou Eusebií Myškovskou ze slezsko-polského šlechtického rodu. Narodily se jim děti Polyxena Eusebie a Jan Václav Zeidler z Berbisdorfu (28. října 1712 v Praze).

- Třetí manželství Jana Zeidlera z Berbisdorfu s Magdalenou Röhlingovou (1603–1649 v Mimoni), dcerou z Dr. Zikmunda Röhlinga (1560–1617) po roce 1563 s predikátem von Hirschfeld. [1]

Jan Zeidler z Berbisdorfu (1578–1635) v roce 1623 půjčil císaři Ferdinandovi II. 32 650 rýnských zlatých a jako záruku obdržel od císaře na 18 let do užívání panství a zámek Mimoň s hradem Ralsko a sousední panství s hradem Děvín. Tento velký majetek pocházel z vyvlastnění Johanna Müllnera z Mühlhausenu, českého královského sekretáře, který se na straně protestantů účastnil pražské defenestrace 23. května 1618. V roce 1626 Jan Zeidler získal panství Mimoň a Děvín jako dědictví zapsané v zemských deskách a inkolát v Čechách a v Sasku koupil několik vesnic.
Když neutrální Saské kurfiřtství vstoupilo na straně protestantských Švédů do třicetileté války a švédské jednotky vtrhly do severních Čech a v roce 1628 vyplenily a zapálily mimoňský zámek, pokusil se Jan Zeidler převézt zásoby obilí a hospodářská zvířata z Mimoně a Děvína do svého panství v Sasku. Kvůli této „zradě“ mu císařem obě panství odňal a přidělil je polnímu maršálovi Albrechtu z Valdštejna.
Magdalena Zeidlerová z Berbisdorfu od roku 1635 ovdovělá, užívala jméno svého rodu Röhling von Hirschberg. Poté, co se obrátila ke katolické víře získala panství Mimoň a Děvín zpět a držela je až do své smrti v roce 1649 a odkázala je svým dětem Janu Sigismundovi (1627, Mimoň – 11. července 1696 v Berbisdorfu) a dceři Magdaleně Zeidlernové z Berbisdorfu († 1703). V roce 1651 sourozenci Mimoň a Děvín prodali Janu Putzovi z Adlersthurnu, císařskému rakouskému komisaři pro konfiskace po bitvě na Bílé hoře. Jeho neteř Marie Terezie Ester Putzová z Adlerthurnu († 1740), nachala zámky barokně přestavět (architekt Octavio Broggio) a přinesla je v roce 1705 jako věno do manželství s hrabětem Ludvíkem Josefem z Hartigu († 1735). Hartigové vlastnili velké panství v severních Čechách do roku 1945, a po druhé světové válce zde vznikl vojenský výcvikový prostor.
Zikmund Zeidler z Berbisdorfu nechal v roce 1666 zámek v Berbisdorfu přeměnit na trojkřídlý komplex s vnitřním nádvořím a obnovil rodinnou hrobku v kostele v Großdittmannsdorfu. Roku 1652 se oženil s Annou Markétou von Starschedel (14. února 1636 v Gersdorfu u Roßweinu – 10. prosince 1675 v Drážďanech).
Z jejich tří dětí narozených na zámku Berbisdorf zemřel Hans Karel Dietrich Zeidler z Berbisdorfu v roce 1719 syn jako nesezdaný a bezdětný jako královský polský a volební saský generál, a předal své sestře Janě Žofii Zeidlerová z Berbisdorfu, vdané za Trützschlera Vlastnictví nemovitostí a hradů, to byl jeho podíl na zámku a panském domě Berbisdorf a na panských sídlech Grubnice a Ragewice. Starší sestra Johana Alžběta Zeidlerová z Berbisdorfu, která zemřela, když zemřela v roce 1719, přinesla dědické zboží Boden a Naundorf s vesnicí Vršnice jako věno do manželství s obdivovatelem soudu Adamem Friedrichem Freiherrem von Dölau. Mladší sestra Johana Žofii Zeidlerová z Berbisdorfu (22. března 1664 – 9. června 1729) se provdala za Hansem Jindřichem von Trützschlerem od roku 1680, narozen 21. únor 1658 ve Falkensteinu zemřel 7dubna 1734 v Drážďanech, v roce 1699 královský polský a do roku 1734 volební saský privátní rada. V roce 1719 koupil od své manželky Johany Žofiie, rozené Zeidlerové z Berbisdorfu, poslední z tohoto jména na Berbisdorfu, jejich podíly v panství Berbisdorf u Radeburgu v Sasku. Její epitaf v kostele Bloßwice, dnes okrese Štachvice, se zachoval.

## Rod v Čechách
Ferdinand Kryštof Zeidler z Zeidlernu (Scheidler von Scheidlern) (1621 – 27. listopadu 1686 v Praze), syn z prvního manželství Jana Zeidlera z Berbisdorfu (1578–1635) s Alžbětou Gerstenbergerovou, oženil se v Praze v roce 1656 s Marií Terezií Losyovou z Losinthalu, dcerou Jana Antonína Losyho z Losinthalu (1600–1682).
Manželé Ferdinand Kryštof Zeidler a hraběnka Marie Terezie Losyová z Losinthalu patřili v období po třicetileté válce mezi nejbohatší rodiny s mnoha statky v Čechách. Jejich dcera Barbora zemřela ve věku 10 let (10. února 1671 – 1681). Zeidlerský majetek byl rozdělen mezi zbylých 6 dcer:
1. Rozálie Eusebie ze Scheidlernu (* 6. listopadu 1657) – sňatek Mikuláš František z Klebelsbergu (1656 – 2. prosince 1723). Jejich potomci vlastnili Třebívlice u Litoměřic a také Klebelsbergův dům v Mariánských Lázních.
2. Marie Terezie Scheidlerová ze Scheidlernu (* 7. září 1658 v Praze – 6.  dubna 1709, Veltrusy), se v Praze provdala za Václava Antonína Chotka z Chotkova a Vojnína a jako věno přinesla rodová panství Veltrusy a Jeviněves. Chotkové byli v roce 1723 povýšeni do hraběcího stavu. Manželé Marie Terezie a Václav Antonín Chotek byli prarodiči Žofie Chotkové z Chotkova, později vévodkyně z Hohenbergu (1868–1914), manželky následníka rakousko-uherského trůnu Františka Ferdinanda, která zemřela po boku manžela atentátu v Sarajevu, který stál na počátku první světové války.
3. Polyxena Eusebie Scheidlerová ze Scheidlernu (1663 – 17. května 1717 v Brodcích, okres Louny), poprvé provdaná za Jana Františka Václava Čabelicekého ze Soutic, c. a k. komorníka se sídlem v Kundratice a Vršovicích u Prahy. Podruhé byla vdaná za Theodora Wolfganga Hartmanna z Klarsteinu († 1. listopadu 1690), hejtmana Staroboleslavského okresu, ze saského rodu Hartmannů. Rodina se usadila na Brodcích a Benátkách u Mladé Boleslavi, které byly vyvlastněny Kašparu Kaplířovi ze Sulevic za účast na protihabsburském povstání, popraveného v roce 1621 na Staroměstském náměstí.
4. Antonie Eusebie z Zeidlernu (Czeidlerova) přinesla do manželství panství a zámek Liběchov u Mělníka, když se v roce 1700 vdala za Jana Jáchyma Pachtu z Rájova (1676 - 26. prosince 1742), syna Daniela Norberta Pachty z Rájova. V roce 1716 koupil Nový Falkenburk u Jablonného v Podještědí v severních Čechách a v bazilice sv. Vavřince a Zdislavy v Jablonném v Podještědí vybudoval rodinnou kryptu.
5. Polyxena Alžběta Czeidlerová z Czeidlernu (25. února 1672 v Praze – 11. července 1760 v Horkách nad Jizerou). Provdala se za Václava Matyáše Desfours, který držel Hrubý Rohozec a další zboží z majetku v držení Albrechta z Valdštejna po odsouzeném Kašparu Kaplířovi ze Sulevic.
6. Josefa Eusebie Scheidlerová ze Scheidlernu se provdala za Huberta z Hartigu ze střední třídy v Hörnicích a Žitavě v Sasku, purkrabího okresu Hradec Králové a obyvatelem Biesskowicze. Byl synem Antonína Esiase z Hartigu († 5.   července 1759), císařská habsburská tajná rada a místopředsedkyně císařského soudu na zámku a panství Uherčice/Ungarschitz na jižní Moravě a jeho manželka Anna Katharina Walderode von Eckhausen.

Jan Václav Zeidler ze Zeidlernu (28. října 1712 – 3.  března 1772), z druhého manželství Jana Zeidlera a Gertraud Nikolaiové byl spolumajitelem Brodců a paláce v ulici „na Příkopě“ na novém městě pražském. Oženil se v Praze s Louisou Buquoyovou z Longuevalu (asi 1727 – po roce 1767 ve Vršovicích), dcerou císařského komorníka Františka Augusta z Buquoy ze starého francouzského rodu.
Manželský pár Jan Václav Zeidler z Zeidlernu (1712–1772) a Louise Buquoi de Longueval (asi 1727 – po roce 1767) měli jednoho syna:
Vavřinec Zeidler z Berbisdorfu (1767 v Praze – 19. únor 1832 ve Střízkově, farnost Okroulice) jako zemský advokát v Praze obdržel aristokratický titul od Berbisdorfu. Vlastnil palác v ulici Na příkopě č. 924 a 841 (Hybernská č. 8) v Praze-Novém Městě. V roce 1809 od ministra Jindřicha Františka z Rottenhanu koupil statek na Benešovsku. 14. září 1799 se Vavřinec Zeidler ve Žlebích oženil s Vilemínou Kodreovou († 24. listopadu 1843 ve Vršovicích), dcerou Josefa Filipa Koderleho († po 14. únoru 1813), správce žlebského panství knížete Aueršperga.
Měli 6 dětí:
1. Gabriela Filipína Zeidlerová z Berbisdorfu (22. srpna 1804 v Praze – kolem roku 1870 ve Střížkově u Benešova), která se se svolením příslušného úřadu při kostele sv. Jindřicha a Kunhuty dne 26. srpna 1818 jako čtrnáctiletá vdala za Jana Karla Czapka, narozeného 24. června 1793 v Kutné Hoře. Z deseti dětí tohoto páru se dcera Marie Ludmila Gabriela Czapek (* 3. ledna 1830 v Křinci – kolem roku 1900 v Bukovině) v Jindřichovicích u Kraslicíc provdala za Kajetána Ludvíka Leopolda Ebenhöch (1821 v Petrovicích u Jablonného v Podještědí), absolventa Polytechnického institutu v Praze. [3]
2. Rozálie Amalie Zeidlerová z Berbisdorfu (2. července 1806 v Praze – 9. března 1877 ve Vídni). [4]
3. Prokop Vilém Zeidler z Berbisdorfu (1. října 1808 v Praze, farnost u sv. Jindřicha).
4. Marie Vilemína Josefa Zeidlerová z Berbisdorfu (14. únor 1813 na panství Střížkov, farnost Benešov).
5. Vilemína Rozálie Zeidlerová z Berbisdorfu (11. dubna 1816 na panství Střížkov, farnost Benešov).
6. Adolf Jan Zeidler z Berbisdorfu (* 4. srpna 1817 na panství Střížkov).

V Postupicích u Benešova měla rodina Zeidlerů z Berbisdorfu rodinnou kryptu, o níž se tvrdí, že byla zachována v roce 1950.

### Prameny
- Saský hlavní státní archiv Drážďany, spisy panství Kleinnaundorf s Würschnitzem a statky Radeburg a Berbisdorf.
- Rodinné archivy a výzkum rodinné historie, Dr. Helene Bruscha, Ulm an der Donau.